# Aberto Britânico de Golfe
Aberto Britânico de Golfe (conhecido internacionalmente como The Open Championship e já chamado de British Open) é o mais antigo dos 4 principais torneios de golfe do mundo denominados de major. Acontece todos os anos em grandes clubes do Reino Unido e faz parte do circuito PGA Tour. Fundado em 1860, foi originalmente realizado anualmente no Prestwick Golf Club, na Escócia, antes de evoluir para ser realizado entre um grupo seleto de campos de golfe costeiros no Reino Unido, sob a autoridade da R&A.
O Open é um dos quatro principais torneios de golfe masculinos, sendo os outros o Masters de Golfe, o PGA Championship e o US Open. Desde que o PGA Championship mudou para maio de 2019, o Open tem sido cronologicamente o quarto torneio importante do ano. O torneio acontece tradicionalmente durante quatro dias no verão, começando na véspera da terceira sexta-feira de julho.
Chama-se The Open porque, em teoria, está "aberto" a todos, ou seja, a jogadores de golfe profissionais e amadores. Na prática, o evento atual é um torneio profissional no qual também joga um pequeno número dos maiores amadores do mundo, a convite ou qualificação. O sucesso do torneio levou à introdução de muitos outros torneios abertos de golfe em todo o mundo. Também foi realizado em Portrush em 1951, sendo esta a primeira vez que não foi realizado na Escócia ou na Inglaterra.
O atual campeão é Scottie Scheffler, que venceu o 153º Open no Royal Portrush Golf Club, na Irlanda do Norte, com uma pontuação de 267.

## História
O Open foi jogado pela primeira vez em 17 de outubro de 1860 no Prestwick Golf Club, na Escócia. O torneio inaugural foi restrito a profissionais e atraiu um campo de oito golfistas que jogaram três rodadas do campo de doze buracos de Prestwick em um único dia. Willie Park Sr. venceu com uma pontuação de 174, batendo Old Tom Morris, por uma margem de duas tacadas. No ano seguinte, o torneio foi aberto para amadores; oito deles juntaram dez profissionais no campo.
James Ogilvie Fairlie foi o principal organizador do primeiro Open Championship realizado em Prestwick em 1860. Com a morte prematura de Allan Robertson, de 43 anos de idade em 1859, os membros da Prestwick decidiram realizar um desafio no ano seguinte que determinaria o maior golfista da terra. Em uma proposta de competição para um "Cinturão de Desafio", Fairlie enviou uma série de cartas para Blackheath, Perth, Edimburgo, Musselburgh e St. Andrews, convidando um jogador conhecido como "respeitável caddie" para representar cada um dos clubes em um torneio que fora realizada em 17 de outubro de 1860.
Originalmente, o troféu apresentado ao vencedor do evento foi o Challenge Belt, um cinto de couro vermelho com uma fivela de prata. O cinturão do desafio foi aposentado em 1870, quando Young Tom Morris foi autorizado a ficar com ele após ganhar o torneio três vezes consecutivas. Como nenhum troféu estava disponível após isso acontecer, o torneio acabou então sendo cancelado em 1871. Em 1872, depois que Young Tom Morris venceu novamente pela quarta vez seguida, ele recebeu uma medalha. O troféu atual, The Golf Champion Trophy, mais conhecido pelo nome popular de Claret Jug, foi criado.
Prestwick administrou o Aberto de 1860 até 1870. Em 1871, concordou em organizá-lo em conjunto com o Clube de Golfe Real e Antigo de St. Andrews e a Companhia Honorável de Edinburgh Golfers. Em 1892, o evento estendeu seu comprimento de 36 para 72 buracos, quatro rodadas do que era então o complemento padrão de 18 buracos. O torneio de 1894 foi o primeiro realizado fora da Escócia, no Royal St George's Golf Club, na Inglaterra. Devido a um número crescente de participantes, um corte foi introduzido após duas rodadas em 1898. Em 1920, a responsabilidade total pelo The Open Championship foi entregue ao The Royal & Ancient Golf Club.

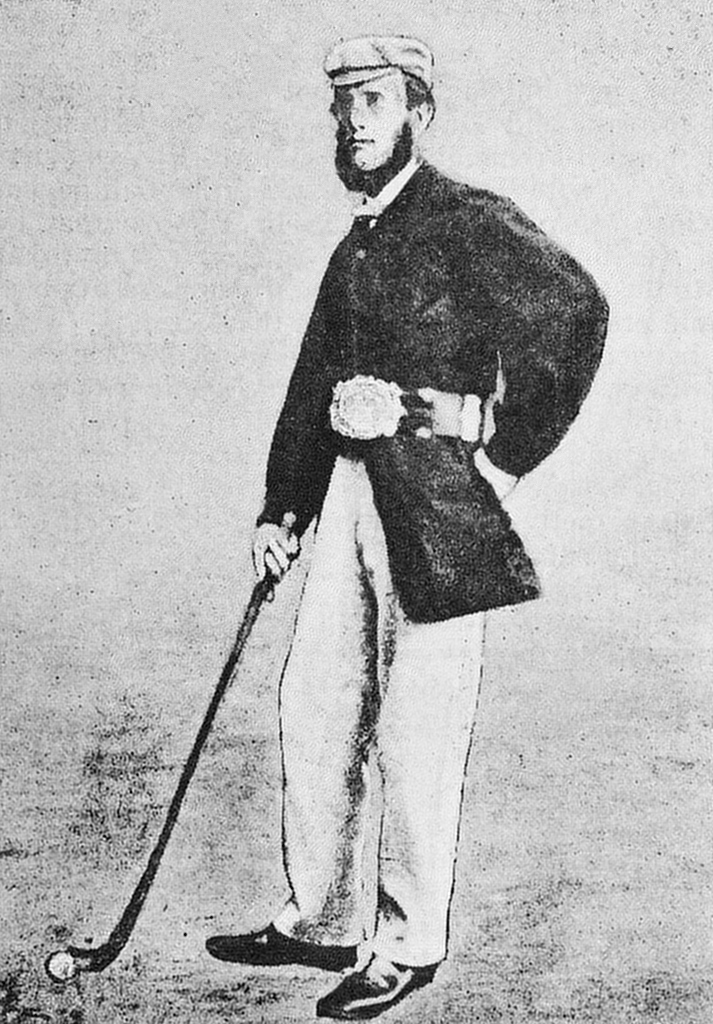
Willie Park Sr. usando o Challenge Belt, o prêmio do vencedor no The Open de 1860 a 1870.

Os primeiros vencedores foram todos os profissionais escoceses, que na época trabalhavam como greenkeepers, clubmans e caddies para complementar seus modestos ganhos de campeonatos e desafios. O Open sempre foi dominado por profissionais, com apenas seis vitórias por amadores, todos ocorridos entre 1890 e 1930. O último deles foi o terceiro Open de Bobby Jones e parte de seu célebre Grand Slam. Jones foi um dos seis americanos que ganharam o Aberto entre a Primeira e a Segunda Guerra Mundial, o primeiro dos quais tinha sido Walter Hagen em 1922. Esses americanos e o francês vencedor do Aberto de 1907, Arnaud Massy, foram os únicos vencedores fora da Escócia e da Inglaterra até 1939.
O primeiro vencedor após a Segunda Guerra Mundial foi o americano Sam Snead, em 1946. Em 1947, Fred Daly, da Irlanda do Norte, saiu vitorioso. Embora tenha havido muitos campeões ingleses e escoceses, Daly foi o único vencedor da Irlanda até a vitória de Pádraig Harrington em 2007. Nunca houve um campeão galês. Nos primeiros anos do pós-guerra, o The Open foi dominado por golfistas da Commonwealth, com o sul-africano Bobby Locke e o australiano Peter Thomson. Durante este período, o The Open teve muitas vezes um conflito de horários com o PGA Championship, o que significou que Ben Hogan, o melhor jogador americano desta época, competisse no The Open apenas uma vez, em 1953, um torneio que acabou sendo campeão.
Outro sul-africano, Gary Player foi campeão em 1959. Isso foi no começo da era dos "Três Grandes" no golfe profissional, os três jogadores em questão eram Player, Arnold Palmer e Jack Nicklaus. Palmer competiu pela primeira vez em 1960, quando chegou em segundo lugar depois de perder para o pouco conhecido australiano Kel Nagle, mas venceu os dois anos seguintes. Enquanto estava longe de ser o primeiro americano a se tornar campeão aberto, foi o primeiro que muitos americanos viram ganhar o torneio na televisão, e seu sucesso carismático é frequentemente creditado como persuasivo aos principais golfistas americanos a fazerem do Open uma parte integral de sua programação ao invés de um torneio extra opcional. A melhoria das viagens transatlânticas também contribuiu para o aumento da participação americana.
As vitórias de Jack Nicklaus vieram em 1966 , 1970 e 1978. Embora sua contagem de três vitórias seja a menor de suas especializações, subestima muito o quanto Nicklaus era proeminente no Aberto Britânico durante os anos 1960 e 1970. Terminou com o vice-campeonato sete vezes, que é o recorde e teve um total de dezesseis vezes entre os cinco primeiros, que é outro recorde na história do Aberto Britânico empatado com John Henry Taylor e isolado na era pós-guerra. Nicklaus também detém os registros para a maioria das rodadas sob o par (61) e a maioria dos agregados sob o par (14). Em Turnberry, em 1977, esteve envolvido em uma das competições mais celebradas na história do golfe, quando seu duelo com Tom Watson foi para o tiro final antes de Watson emergir como o campeão pela segunda vez com uma pontuação recorde de 268 (12 abaixo do par).
Watson venceu cinco Opens, mais do que qualquer outro jogador desde os anos 1950, mas sua vitória final em 1983 derrubou a cortina de uma era de dominação norte-americana. Nos 11 anos seguintes, houve apenas um vencedor americano, com os outros vindo da Europa e da Commonwealth. Os vencedores europeus desta época, o espanhol Seve Ballesteros, Sandy Lyle, que foi o primeiro vencedor escocês em mais de meio século, e o inglês Nick Faldo, também foram líderes entre o grupo de jogadores que começaram a tirar o melhor dos americanos na Ryder Cup durante este período.
Em 1995, a vitória em playoff de John Daly sobre o italiano Costantino Rocca deu início a outra era de dominação norte-americana. Tiger Woods ganhou três campeonatos, dois em St. Andrews em 2000 e 2005, e um em Hoylake em 2006. Houve um momento dramático em St. Andrews em 2000, quando o velho Jack Nicklaus se despediu das multidões. Nicklaus mais tarde decidiu jogar no The Open pela última vez em 2005, quando a R & A anunciou o St. Andrews como palco, dando sua despedida final para os fãs no Home of Golf.
Também houve vitórias de golfistas antes pouco conhecidos, incluindo a vitória de Paul Lawrie nos playoffs após o colapso do 72º buraco de Jean van de Velde em 1999, Ben Curtis em 2003 e Todd Hamilton em 2004. Em 2007, os europeus finalmente quebraram uma seca de oito anos nas principais competições, quando Pádraig Harrington, da Irlanda, derrotou Sergio García por um tacada em um playoff de quatro buracos em Carnoustie. Harrington manteve o campeonato em 2008.
Em 2009, Tom Watson, de 59 anos, fez uma das performances mais notáveis já vistas no The Open. Liderando o torneio com 71 buracos e precisando apenas de um par no último buraco para se tornar o mais velho vencedor de um grande campeonato, Watson desperdiçou a chance e precisou de um playoff de quatro buracos, que ele perderia para Stewart Cink. Em 2013, Phil Mickelson venceu seu primeiro campeonato aberto em Muirfield. Em 2015, Zach Johnson tirou de Jordan Spieth sua chance de ganhar o Grand Slam ao vencer um playoff sobre Louis Oosthuizen e Marc Leishman em St. Andrews.
Em 2020, o Open Championship foi cancelado por causa da pandemia do novo coronavírus. Foi a primeira vez que o campeonato foi cancelado desde a Segunda Guerra Mundial. Os organizadores também confirmaram que o Royal St George's, local que sediaria o campeonato em 2020, seria o local anfitrião em 2021, mantendo efetivamente o campo Old Course em St Andrews como o local do 150º Open.

## Campeões
| Ano  | Campeão                                          | País                                             | Clube                                            | Local                                            | Res.                                             | do par                                           | Margem                                           |
| 2025 | Scottie Scheffler                                | Estados Unidos                                   | Royal Portrush Golf Club                         | Condado de Antrim, Irlanda do Norte              | 267                                              | -17                                              | 4 tacadas                                        |
| 2024 | Xander Schauffele                                | Estados Unidos                                   | Royal Troon Golf Club                            | Troon, South Ayrshire, Escócia                   | 275                                              | -9                                               | 2 tacadas                                        |
| 2023 | Brian Harman                                     | Estados Unidos                                   | Royal Liverpool Golf Club                        | Hoylake, Inglaterra                              | 271                                              | -13                                              | 6 tacadas                                        |
| 2022 | Cameron Smith                                    | Austrália                                        | Old Course at St Andrews                         | St. Andrews, Escócia                             | 268                                              | -20                                              | 1 tacada                                         |
| 2021 | Collin Morikawa                                  | Estados Unidos                                   | Royal St George's Golf Club                      | Sandwich, Inglaterra                             | 265                                              | -15                                              | 2 tacadas                                        |
| 2020 | Cancelado devido a Pandemia de COVID-19          | Cancelado devido a Pandemia de COVID-19          | Cancelado devido a Pandemia de COVID-19          | Cancelado devido a Pandemia de COVID-19          | Cancelado devido a Pandemia de COVID-19          | Cancelado devido a Pandemia de COVID-19          | Cancelado devido a Pandemia de COVID-19          |
| 2019 | Shane Lowry                                      | Irlanda                                          | Royal Portrush                                   | Condado de Antrim, Irlanda do Norte              | 269                                              | −15                                              | 6 tacadas                                        |
| 2018 | Francesco Molinari                               | Itália                                           | Carnoustie Golf Links                            | Carnoustie, Escócia                              | 276                                              | −8                                               | 2 tacadas                                        |
| 2017 | Jordan Spieth                                    | Estados Unidos                                   | Royal Birkdale Golf Club                         | Southport, Inglaterra                            | 268                                              | −12                                              | 3 tacadas                                        |
| 2016 | Henrik Stenson                                   | Suécia                                           | Royal Troon Golf Club                            | Troon, Escócia                                   | 264                                              | −20                                              | 3 tacadas                                        |
| 2015 | Zach Johnson                                     | Estados Unidos                                   | Old Course at St Andrews                         | St. Andrews, Escócia                             | 273                                              | −15                                              | Playoff                                          |
| 2014 | Rory McIlroy                                     | Irlanda do Norte                                 | Royal Liverpool Golf Club                        | Hoylake, Inglaterra                              | 271                                              | −17                                              | 2 tacadas                                        |
| 2013 | Phil Mickelson                                   | Estados Unidos                                   | Muirfield                                        | Gullane, Escócia                                 | 281                                              | -3                                               | 3 tacadas                                        |
| 2012 | Ernie Els                                        | África do Sul                                    | Royal Lytham & St Annes Golf Club                | Lytham St Annes, Inglaterra                      | 273                                              | −7                                               | 1 tacada                                         |
| 2011 | Darren Clarke                                    | Irlanda do Norte                                 | Royal St George's Golf Club                      | Sandwich, Inglaterra                             | 275                                              | −5                                               | 3 tacadas                                        |
| 2010 | Louis Oosthuizen                                 | África do Sul                                    | Old Course at St Andrews                         | St. Andrews, Escócia                             | 272                                              | -16                                              | 7 tacadas                                        |
| 2009 | Stewart Cink                                     | Estados Unidos                                   | The Westin Turnberry Resort                      | South Ayrshire, Escócia                          | 278                                              | -2                                               | Playoff                                          |
| 2008 | Pádraig Harrington                               | Irlanda                                          | Royal Birkdale Golf Club                         | Southport, Inglaterra                            | 283                                              | +3                                               | 3 tacadas                                        |
| 2007 | Pádraig Harrington                               | Irlanda                                          | Carnoustie Golf Links                            | Carnoustie, Escócia                              | 277                                              | -7                                               | Playoff                                          |
| 2006 | Tiger Woods                                      | Estados Unidos                                   | Royal Liverpool Golf Club                        | Hoylake, Inglaterra                              | 270                                              | -18                                              | 2 tacadas                                        |
| 2005 | Tiger Woods                                      | Estados Unidos                                   | Old Course at St Andrews                         | St. Andrews, Escócia                             | 274                                              | -14                                              | 5 tacadas                                        |
| 2004 | Todd Hamilton                                    | Estados Unidos                                   | Royal Troon Golf Club                            | Troon, Escócia                                   | 274                                              | -10                                              | Playoff                                          |
| 2003 | Ben Curtis                                       | Estados Unidos                                   | Royal St. George's Golf Club                     | Sandwich, Inglaterra                             | 283                                              | -1                                               | 1 tacada                                         |
| 2002 | Ernie Els                                        | África do Sul                                    | Muirfield Golf Links                             | Gullane, Escócia                                 | 278                                              | -6                                               | Playoff                                          |
| 2001 | David Duval                                      | Estados Unidos                                   | Royal Lytham & St. Annes Golf Club               | Lytham St Annes, Inglaterra                      | 274                                              | -10                                              | 3 tacadas                                        |
| 2000 | Tiger Woods                                      | Estados Unidos                                   | Old Course at St Andrews                         | St. Andrews, Escócia                             | 269                                              | -19                                              | 8 tacadas                                        |
| 1999 | Paul Lawrie                                      | Escócia                                          | Carnoustie Golf Links                            | Carnoustie, Escócia                              | 290                                              | +6                                               | Playoff                                          |
| 1998 | Mark O'Meara                                     | Estados Unidos                                   | Royal Birkdale Golf Club                         | Southport, Inglaterra                            | 280                                              | E                                                | Playoff                                          |
| 1997 | Justin Leonard                                   | Estados Unidos                                   | Royal Troon Golf Club                            | Troon, Escócia                                   | 272                                              | -12                                              | 3 tacadas                                        |
| 1996 | Tom Lehman                                       | Estados Unidos                                   | Royal Lytham & St. Annes Golf Club               | Lytham St Annes, Inglaterra                      | 271                                              | -13                                              | 2 tacadas                                        |
| 1995 | John Daly                                        | Estados Unidos                                   | Old Course at St Andrews                         | St. Andrews, Escócia                             | 282                                              | -6                                               | Playoff                                          |
| 1994 | Nick Price                                       | Zimbabwe                                         | The Westin Turnberry Resort                      | South Ayrshire, Escócia                          | 268                                              | -12                                              | 1 tacada                                         |
| 1993 | Greg Norman                                      | Austrália                                        | Royal St George's                                | Sandwich, Inglaterra                             | 267                                              | -13                                              | 2 tacadas                                        |
| 1992 | Nick Faldo                                       | Inglaterra                                       | Muirfield Golf Links                             | Gullane, Escócia                                 | 272                                              | -12                                              | 1 tacada                                         |
| 1991 | Ian Baker-Finch                                  | Austrália                                        | Royal Birkdale Golf Club                         | Southport, Inglaterra                            | 272                                              | -8                                               | 2 tacadas                                        |
| 1990 | Nick Faldo                                       | Inglaterra                                       | Old Course at St Andrews                         | St. Andrews, Escócia                             | 270                                              | -18                                              | 5 tacadas                                        |
| 1989 | Mark Calcavecchia                                | Estados Unidos                                   | Royal Troon Golf Club                            | Troon, Escócia                                   | 275                                              | -13                                              | Playoff                                          |
| 1988 | Severiano Ballesteros                            | Espanha                                          | Royal Lytham & St. Annes Golf Club               | Lytham St Annes, Inglaterra                      | 273                                              | -11                                              | 2 tacadas                                        |
| 1987 | Nick Faldo                                       | Inglaterra                                       | Muirfield Golf Links                             | Gullane, Escócia                                 | 279                                              | -5                                               | 1 tacada                                         |
| 1986 | Greg Norman                                      | Austrália                                        | The Westin Turnberry Resort                      | South Ayrshire, Escócia                          | 280                                              | E                                                | 5 tacadas                                        |
| 1985 | Sandy Lyle                                       | Escócia                                          | Royal St. George's Golf Club                     | Sandwich, Inglaterra                             | 282                                              | +2                                               | 1 tacada                                         |
| 1984 | Severiano Ballesteros                            | Espanha                                          | Old Course at St Andrews                         | St. Andrews, Escócia                             | 276                                              | -12                                              | 2 tacadas                                        |
| 1983 | Tom Watson                                       | Estados Unidos                                   | Royal Birkdale Golf Club                         | Southport, Inglaterra                            | 275                                              | -9                                               | 1 tacada                                         |
| 1982 | Tom Watson                                       | Estados Unidos                                   | Royal Troon Golf Club                            | Troon, Escócia                                   | 284                                              | -4                                               | 1 tacada                                         |
| 1981 | Bill Rogers                                      | Estados Unidos                                   | Royal St. George's Golf Club                     | Sandwich, Inglaterra                             | 276                                              | -4                                               | 3 tacadas                                        |
| 1980 | Tom Watson                                       | Estados Unidos                                   | Muirfield Golf Links                             | Gullane, Escócia                                 | 271                                              | -13                                              | 4 tacadas                                        |
| 1979 | Severiano Ballesteros                            | Espanha                                          | Royal Lytham & St. Annes Golf Club               | Lytham St Annes, Inglaterra                      | 283                                              | -1                                               | 3 tacadas                                        |
| 1978 | Jack Nicklaus                                    | Estados Unidos                                   | Old Course at St Andrews                         | St. Andrews, Escócia                             | 281                                              | -7                                               | 2 tacadas                                        |
| 1977 | Tom Watson                                       | Estados Unidos                                   | The Westin Turnberry Resort                      | South Ayrshire, Escócia                          | 268                                              | - 12                                             | 1 tacada                                         |
| 1976 | Johnny Miller                                    | Estados Unidos                                   | Royal Birkdale Golf Club                         | Southport, Inglaterra                            | 279                                              | -9                                               | 6 tacadas                                        |
| 1975 | Tom Watson                                       | Estados Unidos                                   | Carnoustie Golf Links                            | Carnoustie, Escócia                              | 279                                              | -9                                               | Playoff                                          |
| 1974 | Gary Player                                      | África do Sul                                    | Royal Lytham & St. Annes Golf Club               | Lytham St Annes, Inglaterra                      | 282                                              | -2                                               | 4 tacadas                                        |
| 1973 | Tom Weiskopf                                     | Estados Unidos                                   | Royal Troon Golf Club                            | Troon, Escócia                                   | 276                                              | -12                                              | 3 tacadas                                        |
| 1972 | Lee Trevino                                      | Estados Unidos                                   | Muirfield Golf Links                             | Gullane, Escócia                                 | 278                                              | -6                                               | 1 tacada                                         |
| 1971 | Lee Trevino                                      | Estados Unidos                                   | Royal Birkdale Golf Club                         | Southport, Inglaterra                            | 278                                              | -14                                              | 1 tacada                                         |
| 1970 | Jack Nicklaus                                    | Estados Unidos                                   | Old Course at St Andrews                         | St. Andrews, Escócia                             | 283                                              | -5                                               | Playoff                                          |
| 1969 | Tony Jacklin                                     | Inglaterra                                       | Royal Lytham & St. Annes Golf Club               | Lytham St Annes, Inglaterra                      | 280                                              | -4                                               | 2 tacadas                                        |
| 1968 | Gary Player                                      | África do Sul                                    | Carnoustie Golf Links                            | Carnoustie, Escócia                              | 289                                              | +1                                               | 2 tacadas                                        |
| 1967 | Roberto DeVicenzo                                | Argentina                                        | Royal Liverpool Golf Club                        | Hoylake, Inglaterra                              | 278                                              | -10                                              | 2 tacadas                                        |
| 1966 | Jack Nicklaus                                    | Estados Unidos                                   | Muirfield Golf Links                             | Gullane, Escócia                                 | 282                                              | −2                                               | 1 tacada                                         |
| 1965 | Peter Thomson                                    | Austrália                                        | Royal Birkdale Golf Club                         | Southport, Inglaterra                            | 285                                              | −3                                               | 2 tacadas                                        |
| 1964 | Tony Lema                                        | Estados Unidos                                   | Old Course at St Andrews                         | St. Andrews, Escócia                             | 279                                              | −9                                               | 5 tacadas                                        |
| 1963 | Bob Charles                                      | Nova Zelândia                                    | Royal Lytham & St. Annes Golf Club               | Lytham St Annes, Inglaterra                      | 277                                              | −3                                               | Playoff                                          |
| 1962 | Arnold Palmer                                    | Estados Unidos                                   | Royal Troon Golf Club                            | Troon, Escócia                                   | 276                                              | −12                                              | 6 tacadas                                        |
| 1961 | Arnold Palmer                                    | Estados Unidos                                   | Royal Birkdale Golf Club                         | Southport, Inglaterra                            | 284                                              | −4                                               | 1 tacada                                         |
| 1960 | Kel Nagle                                        | Austrália                                        | Old Course at St Andrews                         | St. Andrews, Escócia                             | 278                                              | −10                                              | 1 tacada                                         |
| 1959 | Gary Player                                      | África do Sul                                    | Muirfield Golf Links                             | Gullane, Escócia                                 | 284                                              | E                                                | 2 tacadas                                        |
| 1958 | Peter Thomson                                    | Austrália                                        | Royal Lytham & St. Annes Golf Club               | Lytham St Annes, Inglaterra                      | 278                                              | −6                                               | Playoff                                          |
| 1957 | Bobby Locke                                      | África do Sul                                    | Old Course at St Andrews                         | St. Andrews, Escócia                             | 279                                              | −9                                               | 3 tacadas                                        |
| 1956 | Peter Thomson                                    | Austrália                                        | Royal Liverpool Golf Club                        | Hoylake, Inglaterra                              | 286                                              | +2                                               | 3 tacadas                                        |
| 1955 | Peter Thomson                                    | Austrália                                        | Old Course at St Andrews                         | St. Andrews, Escócia                             | 281                                              | −7                                               | 2 tacadas                                        |
| 1954 | Peter Thomson                                    | Austrália                                        | Royal Birkdale Golf Club                         | Southport, Inglaterra                            | 283                                              | −5                                               | 1 tacada                                         |
| 1953 | Ben Hogan                                        | Estados Unidos                                   | Carnoustie Golf Links                            | Carnoustie, Escócia                              | 282                                              | −6                                               | 4 tacadas                                        |
| 1952 | Bobby Locke                                      | África do Sul                                    | Royal Lytham & St. Annes Golf Club               | Lytham St Annes, Inglaterra                      | 287                                              | −1                                               | 1 tacada                                         |
| 1951 | Max Faulkner                                     | Inglaterra                                       | Royal Portrush Golf Club                         | Antrim, Irlanda do Norte                         | 285                                              | −3                                               | 2 tacadas                                        |
| 1950 | Bobby Locke                                      | África do Sul                                    | Royal Troon Golf Club                            | Troon, Escócia                                   | 279                                              | −9                                               | 2 tacadas                                        |
| 1949 | Bobby Locke                                      | África do Sul                                    | Royal St. George's Golf Club                     | Sandwich, Inglaterra                             | 283                                              | −5                                               | Playoff                                          |
| 1948 | Henry Cotton                                     | Inglaterra                                       | Muirfield Golf Links                             | Gullane, Escócia                                 | 284                                              | E                                                | 5 tacadas                                        |
| 1947 | Fred Daly                                        | Irlanda do Norte                                 | Royal Liverpool Golf Club                        | Hoylake, Inglaterra                              | 293                                              | +5                                               | 1 tacada                                         |
| 1946 | Sam Snead                                        | Estados Unidos                                   | Old Course at St Andrews                         | St. Andrews, Escócia                             | 290                                              | +2                                               | 4 tacadas                                        |
| 1945 | Cancelado devido a Segunda Guerra Mundial        | Cancelado devido a Segunda Guerra Mundial        | Cancelado devido a Segunda Guerra Mundial        | Cancelado devido a Segunda Guerra Mundial        | Cancelado devido a Segunda Guerra Mundial        | Cancelado devido a Segunda Guerra Mundial        | Cancelado devido a Segunda Guerra Mundial        |
| 1944 | Cancelado devido a Segunda Guerra Mundial        | Cancelado devido a Segunda Guerra Mundial        | Cancelado devido a Segunda Guerra Mundial        | Cancelado devido a Segunda Guerra Mundial        | Cancelado devido a Segunda Guerra Mundial        | Cancelado devido a Segunda Guerra Mundial        | Cancelado devido a Segunda Guerra Mundial        |
| 1943 | Cancelado devido a Segunda Guerra Mundial        | Cancelado devido a Segunda Guerra Mundial        | Cancelado devido a Segunda Guerra Mundial        | Cancelado devido a Segunda Guerra Mundial        | Cancelado devido a Segunda Guerra Mundial        | Cancelado devido a Segunda Guerra Mundial        | Cancelado devido a Segunda Guerra Mundial        |
| 1942 | Cancelado devido a Segunda Guerra Mundial        | Cancelado devido a Segunda Guerra Mundial        | Cancelado devido a Segunda Guerra Mundial        | Cancelado devido a Segunda Guerra Mundial        | Cancelado devido a Segunda Guerra Mundial        | Cancelado devido a Segunda Guerra Mundial        | Cancelado devido a Segunda Guerra Mundial        |
| 1941 | Cancelado devido a Segunda Guerra Mundial        | Cancelado devido a Segunda Guerra Mundial        | Cancelado devido a Segunda Guerra Mundial        | Cancelado devido a Segunda Guerra Mundial        | Cancelado devido a Segunda Guerra Mundial        | Cancelado devido a Segunda Guerra Mundial        | Cancelado devido a Segunda Guerra Mundial        |
| 1940 | Cancelado devido a Segunda Guerra Mundial        | Cancelado devido a Segunda Guerra Mundial        | Cancelado devido a Segunda Guerra Mundial        | Cancelado devido a Segunda Guerra Mundial        | Cancelado devido a Segunda Guerra Mundial        | Cancelado devido a Segunda Guerra Mundial        | Cancelado devido a Segunda Guerra Mundial        |
| 1939 | Richard Burton                                   | Inglaterra                                       | Old Course at St Andrews                         | St. Andrews, Escócia                             | 290                                              | −2                                               | 2 tacadas                                        |
| 1938 | Reg Whitcombe                                    | Inglaterra                                       | Royal St. George's Golf Club                     | Sandwich, Inglaterra                             | 295                                              | +15                                              | 2 tacadas                                        |
| 1937 | Henry Cotton                                     | Inglaterra                                       | Carnoustie Golf Links                            | Carnoustie, Escócia                              | 290                                              | +6                                               | 2 tacadas                                        |
| 1936 | Alf Padgham                                      | Inglaterra                                       | Royal Liverpool Golf Club                        | Hoylake, Inglaterra                              | 287                                              | −9                                               | 1 tacada                                         |
| 1935 | Alf Perry                                        | Inglaterra                                       | Muirfield Golf Links                             | Gullane, Escócia                                 | 283                                              | −5                                               | 4 tacadas                                        |
| 1934 | Henry Cotton                                     | Inglaterra                                       | Royal St. George's Golf Club                     | Sandwich, Inglaterra                             | 283                                              | +3                                               | 5 tacadas                                        |
| 1933 | Denny Shute                                      | Estados Unidos                                   | Old Course at St Andrews                         | St. Andrews, Escócia                             | 292                                              | +4                                               | Playoff                                          |
| 1932 | Gene Sarazen                                     | Estados Unidos                                   | Prince's Golf Club                               | Sandwich, Inglaterra                             | 283                                              | −5                                               | 5 tacadas                                        |
| 1931 | Tommy Armour                                     | Estados Unidos                                   | Carnoustie Golf Links                            | Carnoustie, Escócia                              | 296                                              | +12                                              | 1 tacada                                         |
| 1930 | Bobby Jones (Am)                                 | Estados Unidos                                   | Royal Liverpool Golf Club                        | Hoylake, Inglaterra                              | 291                                              | +3                                               | 2 tacadas                                        |
| 1929 | Walter Hagen                                     | Estados Unidos                                   | Muirfield Golf Links                             | Gullane, Escócia                                 | 292                                              | +8                                               | 6 tacadas                                        |
| 1928 | Walter Hagen                                     | Estados Unidos                                   | Royal St. George's Golf Club                     | Sandwich, Inglaterra                             | 292                                              | +12                                              | 2 tacadas                                        |
| 1927 | Bobby Jones (Am)                                 | Estados Unidos                                   | Old Course at St Andrews                         | St. Andrews, Escócia                             | 285                                              | −3                                               | 6 tacadas                                        |
| 1926 | Bobby Jones (Am)                                 | Estados Unidos                                   | Royal Lytham & St. Annes Golf Club               | Lytham St Annes, Inglaterra                      | 291                                              | +7                                               | 2 tacadas                                        |
| 1925 | Jim Barnes                                       | Estados Unidos                                   | Prestwick Golf Club                              | Prestwick, Escócia                               | 300                                              | +16                                              | 1 tacada                                         |
| 1924 | Walter Hagen                                     | Estados Unidos                                   | Royal Liverpool Golf Club                        | Hoylake, Inglaterra                              | 301                                              | +13                                              | 1 tacada                                         |
| 1923 | Arthur Havers                                    | Inglaterra                                       | Royal Troon Golf Club                            | Troon, Escócia                                   | 295                                              | +7                                               | 1 tacada                                         |
| 1922 | Walter Hagen                                     | Estados Unidos                                   | Royal St. George's Golf Club                     | Sandwich, Inglaterra                             | 300                                              | +20                                              | 1 tacada                                         |
| 1921 | Jock Hutchison                                   | Estados Unidos                                   | Old Course at St Andrews                         | St. Andrews, Escócia                             | 296                                              | +8                                               | Playoff                                          |
| 1920 | George Duncan                                    | Escócia                                          | Royal Cinque Ports Golf Club                     | Deal, Inglaterra                                 | 303                                              | +15                                              | 2 tacadas                                        |
| 1919 | Cancelado devido a Primeira Guerra Mundial       | Cancelado devido a Primeira Guerra Mundial       | Cancelado devido a Primeira Guerra Mundial       | Cancelado devido a Primeira Guerra Mundial       | Cancelado devido a Primeira Guerra Mundial       | Cancelado devido a Primeira Guerra Mundial       | Cancelado devido a Primeira Guerra Mundial       |
| 1918 | Cancelado devido a Primeira Guerra Mundial       | Cancelado devido a Primeira Guerra Mundial       | Cancelado devido a Primeira Guerra Mundial       | Cancelado devido a Primeira Guerra Mundial       | Cancelado devido a Primeira Guerra Mundial       | Cancelado devido a Primeira Guerra Mundial       | Cancelado devido a Primeira Guerra Mundial       |
| 1917 | Cancelado devido a Primeira Guerra Mundial       | Cancelado devido a Primeira Guerra Mundial       | Cancelado devido a Primeira Guerra Mundial       | Cancelado devido a Primeira Guerra Mundial       | Cancelado devido a Primeira Guerra Mundial       | Cancelado devido a Primeira Guerra Mundial       | Cancelado devido a Primeira Guerra Mundial       |
| 1916 | Cancelado devido a Primeira Guerra Mundial       | Cancelado devido a Primeira Guerra Mundial       | Cancelado devido a Primeira Guerra Mundial       | Cancelado devido a Primeira Guerra Mundial       | Cancelado devido a Primeira Guerra Mundial       | Cancelado devido a Primeira Guerra Mundial       | Cancelado devido a Primeira Guerra Mundial       |
| 1915 | Cancelado devido a Primeira Guerra Mundial       | Cancelado devido a Primeira Guerra Mundial       | Cancelado devido a Primeira Guerra Mundial       | Cancelado devido a Primeira Guerra Mundial       | Cancelado devido a Primeira Guerra Mundial       | Cancelado devido a Primeira Guerra Mundial       | Cancelado devido a Primeira Guerra Mundial       |
| 1914 | Harry Vardon                                     | Inglaterra                                       | Prestwick Golf Club                              | Prestwick, Escócia                               | 306                                              | —                                                | 3 tacadas                                        |
| 1913 | John Henry Taylor                                | Inglaterra                                       | Royal Liverpool Golf Club                        | Hoylake, Inglaterra                              | 304                                              | —                                                | 8 tacadas                                        |
| 1912 | Edward Ray                                       | Inglaterra                                       | Muirfield Golf Links                             | Gullane, Escócia                                 | 295                                              | —                                                | 4 tacadas                                        |
| 1911 | Harry Vardon                                     | Inglaterra                                       | Royal St. George's Golf Club                     | Sandwich, Inglaterra                             | 303                                              | —                                                | Playoff                                          |
| 1910 | James Braid                                      | Escócia                                          | Old Course at St Andrews                         | St. Andrews, Escócia                             | 299                                              | —                                                | 4 tacadas                                        |
| 1909 | John Henry Taylor                                | Inglaterra                                       | Royal Cinque Ports Golf Club                     | Deal, Inglaterra                                 | 291                                              | —                                                | 6 tacadas                                        |
| 1908 | James Braid                                      | Escócia                                          | Prestwick Golf Club                              | Prestwick, Escócia                               | 291                                              | —                                                | 8 tacadas                                        |
| 1907 | Arnaud Massy                                     | França                                           | Royal Liverpool Golf Club                        | Hoylake, Inglaterra                              | 312                                              | —                                                | 2 tacadas                                        |
| 1906 | James Braid                                      | Escócia                                          | Muirfield Golf Links                             | Gullane, Escócia                                 | 300                                              | —                                                | 4 tacadas                                        |
| 1905 | James Braid                                      | Escócia                                          | Old Course at St Andrews                         | St. Andrews, Escócia                             | 318                                              | —                                                | 5 tacadas                                        |
| 1904 | Jack White                                       | Escócia                                          | Royal St. George's Golf Club                     | Sandwich, Inglaterra                             | 296                                              | —                                                | 1 tacada                                         |
| 1903 | Harry Vardon                                     | Inglaterra                                       | Prestwick Golf Club                              | Prestwick, Escócia                               | 300                                              | —                                                | 6 tacadas                                        |
| 1902 | Alexander Herd                                   | Escócia                                          | Royal Liverpool Golf Club                        | Hoylake, Inglaterra                              | 307                                              | —                                                | 1 tacada                                         |
| 1901 | James Braid                                      | Escócia                                          | Muirfield Golf Links                             | Gullane, Escócia                                 | 309                                              | —                                                | 3 tacadas                                        |
| 1900 | John Henry Taylor                                | Inglaterra                                       | Old Course at St Andrews                         | St. Andrews, Escócia                             | 309                                              | —                                                | 8 tacadas                                        |
| 1899 | Harry Vardon                                     | Inglaterra                                       | Royal St. George's Golf Club                     | Sandwich, Inglaterra                             | 310                                              | —                                                | 5 tacadas                                        |
| 1898 | Harry Vardon                                     | Inglaterra                                       | Prestwick Golf Club                              | Prestwick, Escócia                               | 307                                              | —                                                | 1 tacada                                         |
| 1897 | Harold Hilton (Am)                               | Inglaterra                                       | Royal Liverpool Golf Club                        | Hoylake, Inglaterra                              | 314                                              | —                                                | 1 tacada                                         |
| 1896 | Harry Vardon                                     | Inglaterra                                       | Muirfield Golf Links                             | Gullane, Escócia                                 | 316                                              | —                                                | Playoff                                          |
| 1895 | John Henry Taylor                                | Inglaterra                                       | Old Course at St Andrews                         | St. Andrews, Escócia                             | 322                                              | —                                                | 4 tacadas                                        |
| 1894 | John Henry Taylor                                | Inglaterra                                       | Royal St. George's Golf Club                     | Sandwich, Inglaterra                             | 326                                              | —                                                | 5 tacadas                                        |
| 1893 | William Auchterlonie                             | Escócia                                          | Prestwick Golf Club                              | Prestwick, Escócia                               | 322                                              | —                                                | 2 tacadas                                        |
| 1892 | Harold Hilton (Am)                               | Inglaterra                                       | Muirfield Golf Links                             | Gullane, Escócia                                 | 305                                              | —                                                | 3 tacadas                                        |
| 1891 | Hugh Kirkaldy                                    | Escócia                                          | Old Course at St Andrews                         | St. Andrews, Escócia                             | 166                                              | —                                                | 2 tacadas                                        |
| 1890 | John Ball, Jr (Am)                               | Inglaterra                                       | Prestwick Golf Club                              | Prestwick, Escócia                               | 164                                              | —                                                | 2 tacadas                                        |
| 1889 | Willie Park, Jr                                  | Escócia                                          | Musselburgh Links                                | Musselburgh, Escócia                             | 155                                              | —                                                | Playoff                                          |
| 1888 | Jack Burns                                       | Escócia                                          | Old Course at St Andrews                         | St. Andrews, Escócia                             | 171                                              | —                                                | 1 tacada                                         |
| 1887 | Willie Park, Jr                                  | Escócia                                          | Prestwick Golf Club                              | Prestwick, Escócia                               | 161                                              | —                                                | 1 tacada                                         |
| 1886 | David Brown                                      | Escócia                                          | Musselburgh Links                                | Musselburgh, Escócia                             | 157                                              | —                                                | 2 tacadas                                        |
| 1885 | Bob Martin                                       | Escócia                                          | Old Course at St Andrews                         | St. Andrews, Escócia                             | 171                                              | —                                                | 1 tacada                                         |
| 1884 | Jack Simpson                                     | Escócia                                          | Prestwick Golf Club                              | Prestwick, Escócia                               | 160                                              | —                                                | 4 tacadas                                        |
| 1883 | Willie Fernie                                    | Escócia                                          | Musselburgh Links                                | Musselburgh, Escócia                             | 159                                              | —                                                | Playoff                                          |
| 1882 | Bob Ferguson                                     | Escócia                                          | Old Course at St Andrews                         | St. Andrews, Escócia                             | 171                                              | —                                                | 3 tacadas                                        |
| 1881 | Bob Ferguson                                     | Escócia                                          | Prestwick Golf Club                              | Prestwick, Escócia                               | 170                                              | —                                                | 3 tacadas                                        |
| 1880 | Bob Ferguson                                     | Escócia                                          | Musselburgh Links                                | Musselburgh, Escócia                             | 162                                              | —                                                | 5 tacadas                                        |
| 1879 | Jamie Anderson                                   | Escócia                                          | Old Course at St Andrews                         | St. Andrews, Escócia                             | 169                                              | —                                                | 3 tacadas                                        |
| 1878 | Jamie Anderson                                   | Escócia                                          | Prestwick Golf Club                              | Prestwick, Escócia                               | 157                                              | —                                                | 2 tacadas                                        |
| 1877 | Jamie Anderson                                   | Escócia                                          | Musselburgh Links                                | Musselburgh, Escócia                             | 160                                              | —                                                | 2 tacadas                                        |
| 1876 | Bob Martin                                       | Escócia                                          | Old Course at St Andrews                         | St. Andrews, Escócia                             | 176                                              | —                                                | Playoff                                          |
| 1875 | Willie Park, Sr                                  | Escócia                                          | Prestwick Golf Club                              | Prestwick, Escócia                               | 166                                              | —                                                | 2 tacadas                                        |
| 1874 | Mungo Park                                       | Escócia                                          | Musselburgh Links                                | Musselburgh, Escócia                             | 159                                              | —                                                | 2 tacadas                                        |
| 1873 | Tom Kidd                                         | Escócia                                          | Old Course at St Andrews                         | St. Andrews, Escócia                             | 179                                              | —                                                | 1 tacada                                         |
| 1872 | Tom Morris, Jr                                   | Escócia                                          | Prestwick Golf Club                              | Prestwick, Escócia                               | 166                                              | —                                                | 3 tacadas                                        |
| 1871 | Cancelado por não haver nenhum troféu disponível | Cancelado por não haver nenhum troféu disponível | Cancelado por não haver nenhum troféu disponível | Cancelado por não haver nenhum troféu disponível | Cancelado por não haver nenhum troféu disponível | Cancelado por não haver nenhum troféu disponível | Cancelado por não haver nenhum troféu disponível |
| 1870 | Tom Morris, Jr                                   | Escócia                                          | Prestwick Golf Club                              | Prestwick, Escócia                               | 149                                              | —                                                | 12 tacadas                                       |
| 1869 | Tom Morris, Jr                                   | Escócia                                          | Prestwick Golf Club                              | Prestwick, Escócia                               | 157                                              | —                                                | 11 tacadas                                       |
| 1868 | Tom Morris, Jr                                   | Escócia                                          | Prestwick Golf Club                              | Prestwick, Escócia                               | 154                                              | —                                                | 3 tacadas                                        |
| 1867 | Tom Morris, Sr                                   | Escócia                                          | Prestwick Golf Club                              | Prestwick, Escócia                               | 170                                              | —                                                | 2 tacadas                                        |
| 1866 | Willie Park, Sr                                  | Escócia                                          | Prestwick Golf Club                              | Prestwick, Escócia                               | 169                                              | —                                                | 2 tacadas                                        |
| 1865 | Andrew Strath                                    | Escócia                                          | Prestwick Golf Club                              | Prestwick, Escócia                               | 162                                              | —                                                | 2 tacadas                                        |
| 1864 | Tom Morris, Sr                                   | Escócia                                          | Prestwick Golf Club                              | Prestwick, Escócia                               | 167                                              | —                                                | 2 tacadas                                        |
| 1863 | Willie Park, Sr                                  | Escócia                                          | Prestwick Golf Club                              | Prestwick, Escócia                               | 168                                              | —                                                | 2 tacadas                                        |
| 1862 | Tom Morris, Sr                                   | Escócia                                          | Prestwick Golf Club                              | Prestwick, Escócia                               | 163                                              | —                                                | 13 tacadas                                       |
| 1861 | Tom Morris, Sr                                   | Escócia                                          | Prestwick Golf Club                              | Prestwick, Escócia                               | 163                                              | —                                                | 4 tacadas                                        |
| 1860 | Willie Park, Sr                                  | Escócia                                          | Prestwick Golf Club                              | Prestwick, Escócia                               | 174                                              | —                                                | 2 tacadas                                        |

(Am) = Amador

## Maiores vencedores
| Jogador                 | Total | Anos                               |
| ----------------------- | ----- | ---------------------------------- |
| Harry Vardon (JEY)      | 6     | 1896, 1898, 1899, 1903, 1911, 1914 |
| James Braid (SCO)       | 5     | 1901, 1905, 1906, 1908, 1910       |
| John Henry Taylor (ENG) | 5     | 1894, 1895, 1900, 1909, 1913       |
| Peter Thomson (AUS)     | 5     | 1954, 1955, 1956, 1958, 1965       |
| Tom Watson (USA)        | 5     | 1975, 1977, 1980, 1982, 1983       |
| Tom Morris Sr. (SCO)    | 4     | 1861, 1862, 1864, 1867             |
| Tom Morris Jr. (SCO)    | 4     | 1868, 1869, 1870, 1872             |
| Willie Park Sr. (SCO)   | 4     | 1860, 1863, 1866, 1875             |
| Walter Hagen (USA)      | 4     | 1922, 1924, 1928, 1929             |
| Bobby Locke (RSA)       | 4     | 1949, 1950, 1952, 1957             |
| Jamie Anderson (SCO)    | 3     | 1877, 1878, 1879                   |
| Bob Ferguson (SCO)      | 3     | 1880, 1881, 1882                   |
| Bobby Jones (a) (USA)   | 3     | 1926, 1927, 1930                   |
| Henry Cotton (ENG)      | 3     | 1934, 1937, 1948                   |
| Gary Player (RSA)       | 3     | 1959, 1968, 1974                   |
| Jack Nicklaus (USA)     | 3     | 1966, 1970, 1978                   |
| Seve Ballesteros (ESP)  | 3     | 1979, 1984, 1988                   |
| Nick Faldo (ENG)        | 3     | 1987, 1990, 1992                   |
| Tiger Woods (USA)       | 3     | 2000, 2005, 2006                   |

| País             | Vitórias | Vencedores |
| ---------------- | -------- | ---------- |
| Estados Unidos   | 46       | 31         |
| Escócia          | 41       | 22         |
| Inglaterra       | 22       | 13         |
| Austrália        | 10       | 5          |
| África do Sul    | 10       | 4          |
| Jersey           | 7        | 2          |
| Irlanda do Norte | 3        | 3          |
| Espanha          | 3        | 1          |
| Irlanda          | 3        | 2          |
| Argentina        | 1        | 1          |
| França           | 1        | 1          |
| Nova Zelândia    | 1        | 1          |
| Suécia           | 1        | 1          |
| Zimbabwe         | 1        | 1          |

## Campos de golfe
O Open Championship sempre foi realizado em um campo de golfe de clubes costeiros na Escócia, Inglaterra ou Irlanda do Norte. O padrão de sede foi:
- 1860-1870: Prestwick Golf Club foi a única sede da competição.
- 1872–1892: Rotação de três anos entre os clubes de golfe Prestwick, St Andrews e Musselburgh (substituído por Muirfield em 1892).
- 1893–1907: Rotação de cinco anos entre os clubes de golfe Prestwick, Royal St George's, St Andrews, Muirfield e Royal Liverpool.[7]
- 1908-1939: Rotação de seis anos, inicialmente entre Prestwick, Royal Cinque Ports, St Andrews, Royal St George's, Muirfield e Royal Liverpool, alternando assim entre a Escócia e a Inglaterra. Algumas mudanças foram feitas na rota de 6 cursos após a Primeira Guerra Mundial.
- 1946–1972: A alternância entre os clubes de golfe escoceses e ingleses continua, mas sem uma rota fixa. As exceções foram St. Andrews, que foi sede antes e depois da Segunda Guerra Mundial, e na Irlanda do Norte, que recebeu o torneio em 1951.
- 1973-presente: Normalmente três campos da Escócia e dois da Inglaterra em um período de cinco anos, a maioria alternando entre os dois países, com St Andrews recebendo aproximadamente a cada cinco anos. A Irlanda do Norte voltou em 2019.[8]

### Registro de cada campo
| País             | Total | Campo                             | Total | Anos que foi sede |
| ---------------- | ----- | --------------------------------- | ----- | --- |
| Escócia          | 96    | Prestwick Golf Club               | 24    | 1860, 1861, 1862, 1863, 1864, 1865, 1866, 1867, 1868, 1869, 1870, 1872, 1875, 1878, 1881, 1884, 1887, 1890, 1893, 1898, 1903, 1908, 1914, 1925                                     |
| Escócia          | 96    | Old Course at St Andrews          | 29    | 1873, 1876, 1879, 1882, 1885, 1888, 1891, 1895, 1900, 1905, 1910, 1921, 1927, 1933, 1939, 1946, 1955, 1957, 1960, 1964, 1970, 1978, 1984, 1990, 1995, 2000, 2005, 2010, 2015, 2022 |
| Escócia          | 96    | Musselburgh Links                 | 6     | 1874, 1877, 1880, 1883, 1886, 1889 |
| Escócia          | 96    | Muirfield                         | 16    | 1892, 1896, 1901, 1906, 1912, 1929, 1935, 1948, 1959, 1966, 1972, 1980, 1987, 1992, 2002, 2013                                                                                     |
| Escócia          | 96    | Royal Troon Golf Club             | 9     | 1923, 1950, 1962, 1973, 1982, 1989, 1997, 2004, 2016, 2024 |
| Escócia          | 96    | Carnoustie Golf Club              | 8     | 1931, 1937, 1953, 1968, 1975, 1999, 2007, 2018 |
| Escócia          | 96    | Turnberry                         | 4     | 1977, 1986, 1994, 2009 |
|                  |       |                                   |       | |
| Inglaterra       | 50    |                                   |       | |
| Inglaterra       | 50    | Royal St George's Golf Club       | 14    | 1894, 1899, 1904, 1911, 1922, 1928, 1934, 1938, 1949, 1981, 1985, 1993, 2003, 2011, 2021                                                                                           |
| Inglaterra       | 50    | Royal Liverpool Golf Club         | 12    | 1897, 1902, 1907, 1913, 1924, 1930, 1936, 1947, 1956, 1967, 2006, 2014, 2023 |
| Inglaterra       | 50    | Royal Cinque Ports Golf Club      | 2     | 1909, 1920 |
| Inglaterra       | 50    | Royal Lytham & St Annes Golf Club | 11    | 1926, 1952, 1958, 1963, 1969, 1974, 1979, 1988, 1996, 2001, 2012 |
| Inglaterra       | 50    | Prince's Golf Club                | 1     | 1932 |
| Inglaterra       | 50    | Royal Birkdale Golf Club          | 10    | 1954, 1961, 1965, 1971, 1976, 1983, 1991, 1998, 2008, 2017 |
|                  |       |                                   |       | |
| Irlanda do Norte | 3     | Royal Portrush Golf Club          | 2     | 1951, 2019, 2025 |